# تريستان بنجامين
تريستان بنجامين (بالإنجليزية: Tristan Benjamin)‏ (1 أبريل 1957 بسانت كيتس في سانت كيتس ونيفيس - ) هو لاعب كرة قدم بريطاني في مركز الدفاع. لعب مع نادي تشيسترفيلد ونوتس كاونتي وAshfield United F.C. ‏ ونادي كوربي تاون وشبشيد دينامو ‏.

## وصلات خارجية
- تريستان بنجامين على موقع قاعدة بيانات كرة القدم.إي يو (الإنجليزية)